# Agauopsis bathyalis
Agauopsis bathyalis is een mijtensoort uit de familie van de Halacaridae. De wetenschappelijke naam van de soort is voor het eerst geldig gepubliceerd in 1989 door Bartsch.